# Olympische Geschichte Hongkongs
| Gelbes Symbol für Goldmedaillen mit stilisierten Olympischen Ringen | Graues Symbol für Silbermedaillen mit stilisierten Olympischen Ringen | Braundes Symbol für Bronzemedaillen mit stilisierten Olympischen Ringen |
| ------------------------------------------------------------------- | --------------------------------------------------------------------- | ----------------------------------------------------------------------- |
| 2                                                                   | 3                                                                     | 4                                                                       |

Hongkong, dessen NOK, das Sports Federation and Olympic Committee of Hong Kong China, 1950 gegründet und 1951 vom IOC anerkannt wurde, nimmt seit 1952 an Olympischen Sommerspielen teil. 1980 folgte man dem Boykottaufruf der Spiele von Moskau. Seit 2002 werden auch Sportler zu Winterspielen entsandt. Jugendliche Sportler wurden zu beiden bislang ausgetragenen Jugend-Sommerspielen entsandt. Im Rahmen der Olympischen Sommerspiele 2008 in Peking war Hongkong Austragungsort der Olympischen Reitwettbewerbe.

## Übersicht

### Sommerspiele

Flagge Hongkongs als britische Kolonie, von 1960 bis zu den Sommerspielen 1996 in Gebrauch

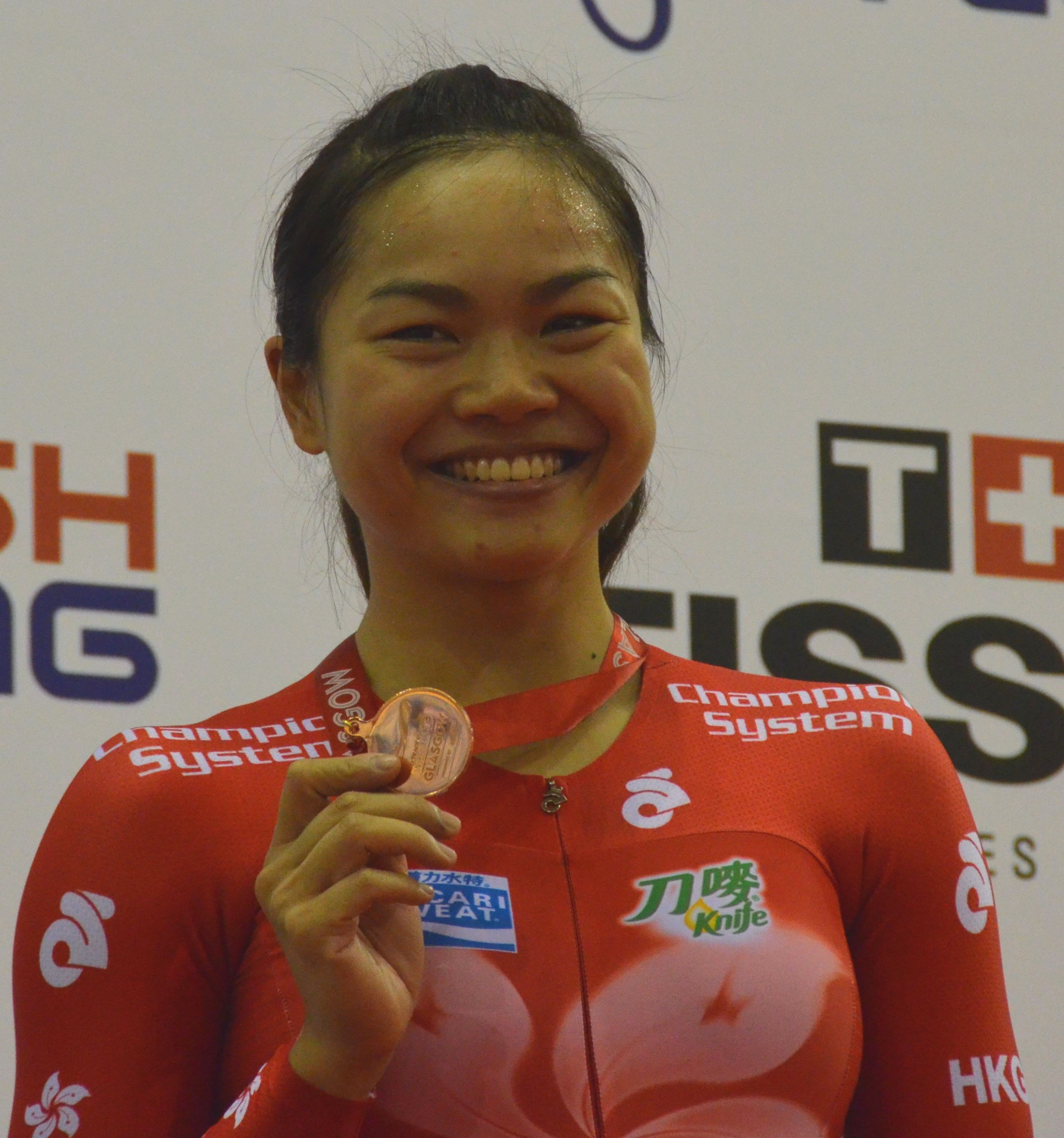
Lee Wai-sze, Bronze im Keirin 2012

Die erste Olympiamannschaft Hongkongs bestand 1952 aus Schwimmern. Bei folgenden Sommerspielen nahmen Athleten aus Hongkong in den Sportarten Schießen (ab 1960), Leichtathletik, Boxen, Segeln, Radsport und Hockey (ab 1964), Fechten und Judo (ab 1972), Kanusport (ab 1976), Bogenschießen und Wasserspringen (ab 1984), Tischtennis (ab 1988), Badminton und Rudern (ab 1992), Triathlon (ab 2004), Reiten (ab 2008), Turnen und Gewichtheben (ab 2012) sowie Golf (ab 2016) teil.
Die ersten Olympioniken Hongkongs gingen am 26. Juli 1952 bei den Schwimmwettbewerben von Helsinki an den Start. Der erste Olympionike Hongkongs war der Freistilschwimmer Francisco Monteiro. Die ersten Frauen gingen am gleichen Tag ins Becken, die Freistilschwimmerin Cynthia Eager und die Brustschwimmerin Irene Kwok.
Der erste Erfolg kam erst 1996 in Atlanta zustande. Hier wurde die erste Medaille, gleich eine Goldmedaille, gewonnen. Erste Medaillengewinnerin und gleichzeitig Olympiasiegerin Hongkongs wurde die Windsurferin Lee Lai Shan. Vier Jahre später erreichte sie Platz 6, 2004 Platz 4. In Athen gewannen Ko Lai Chak und Li Ching Silber im Herrendoppel des Tischtennisturniers.
2008 in Peking belegte der Windsurfer Chan King Yin Platz 6. Im Tischtennis besiegte die Frauenmannschaft Deutschland in der Vorrunde mit 3:0 und erreichte, ebenso wie die Männer, die Playoffrunde, in der sie ausschied. 2012 in London gewann die Bahnradfahrerin Lee Wai-sze Bronze im Keirin. Im Tischtennisturnier erreichte die Männermannschaft das Match um Bronze. Hier unterlag man Deutschland mit 1:3. Die Frauenmannschaft schied im Viertelfinale gegen Südkorea aus.
2016 in Rio de Janeiro wurde Lee Wai-sze im Sprint Sechste und im Keirin Siebte. Der Windsurfer Michael Cheng erreichte Platz 8. Im Tischtennisturnier traf die Frauenmannschaft im Viertelfinale auf Deutschland und verlor mit 1:3. Im gemischten Doppel des Badmintonturniers kam es in der Vorrunde zum Duell des Paares Lee Chun Hei/Chau Hoi Wah mit dem deutschen Duo Michael Fuchs/Birgit Michels. Lee und Chau gewannen die Partie mit 2:0, schieden jedoch ebenso wie das deutsche Paar in der Vorrunde aus.

### Winterspiele
Hongkongs Winter-Olympioniken traten von 2002 bis 2014 ausschließlich im Short Track an. 2018 nahm erstmals eine alpine Skirennfahrerin teil. Erste Teilnehmerin war am 13. Februar 2002 Christy Ren im Rennen über 1500 Meter. Der erste Mann aus Hongkong bei Winterspielen war am 10. Februar 2014 Barton Lui. Am erfolgreichsten schnitt Han Yueshuang ab, die 2006 über 1000 Meter Rang 18 belegte.

### Jugendspiele
14 jugendliche Sportler, sieben Jungen und sieben Mädchen, nahmen an den Olympischen Jugend-Sommerspielen 2010 in Singapur teil. Sie traten in der Leichtathletik, im Reiten, Fechten, Segeln, Schwimmen, Tischtennis und Triathlon an. Der Segelsportler Michael Cheng gewann in der Klasse Techno 293 die Silbermedaille. Eine weitere Silbermedaille, die jedoch nicht in Hongkongs Medaillenbilanz berücksichtigt wird, gewann die Springreiterin Jasmine Zin Man Lai in der gemischten Mannschaft Australasia.

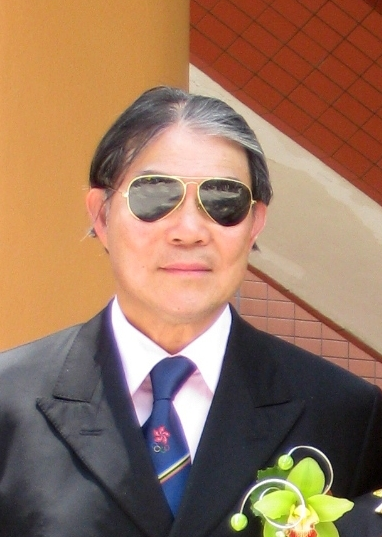
IOC-Ehrenmitglied Timothy Fok

18 Jugendliche, zehn Jungen und acht Mädchen, gingen bei den Jugend-Sommerspiele 2014 in Nanjing an den Start. Sie nahmen im Badminton, Reiten, Fechten, Golf, Segeln, Schwimmen, Tischtennis und Triathlon teil. Es wurden vier Silber- und eine Bronzemedaille gewonnen. Zwei Mal Silber gewann die Schwimmerin Siobhan Bernadette Haughey jeweils über 100 Meter Freistil und 200 Meter Lagen. Der Fechter Chun Yin Choi gewann Silber mit dem Florett, Hoi Kem Doo gewann Silber im Dameneinzel des Tischtennisturniers. Das gemischte Doppel Hoi Kem Doo und Ka Tak Hung gewann Bronze. Zwei Goldmedaillen wurden in gemischten Mannschaften gewonnen, die nicht in der Medaillenbilanz Hongkongs berücksichtigt werden. Die Fechter Kei Hsu Chien und Chun Yin Choi wurden Olympiasieger mit der gemischten Mannschaft Asia-Oceania 1. In einem gemischten Doppel mit dem Malaysier Cheam June Wei wurde die Badmintonspielerin Ng Tsz Yau Olympiasiegerin.

## IOC-Mitglieder
Der Politiker und Unternehmer Timothy Fok wurde 2001 zum IOC-Mitglied gewählt. Der Präsident der Hong Kong Football Association wurde 2016 zum Ehrenmitglied und gehört immer noch den Kommissionen für Kultur und Olympisches Erbe, für Rechnungsprüfung und für die Koordination der Olympischen Winterspiele 2022 in Peking an.

## Übersicht der Teilnehmer

### Sommerspiele
| Jahr      | Athleten           | Athleten           | Athleten           | Flaggenträger                | Sportarten         | Sportarten         | Sportarten         | Sportarten         | Sportarten         | Sportarten         | Sportarten         | Sportarten         | Sportarten         | Sportarten         | Sportarten         | Sportarten         | Sportarten         | Sportarten         | Sportarten         | Sportarten         | Sportarten         | Sportarten         | Sportarten         | Sportarten         | Medaillen          | Medaillen          | Medaillen          | Medaillen          | Rang               |
| Jahr      | Gesamt             | Männer             | Frauen             | Flaggenträger                | Schwimmen          | Schießen           | Leichtathletik     | Boxen              | Radsport           | Segeln             | Hockey             | Fechten            | Judo               | Kanusport          | Bogenschießen      | Wasserspringen     | Tischtennis        | Badminton          | Rudern             | Triathlon          | Reiten             | Turnen             | Gewichtheben       | Golf               |                    |                    |                    | Gesamt             | Rang               |
| --------- | ------------------ | ------------------ | ------------------ | ---------------------------- | ------------------ | ------------------ | ------------------ | ------------------ | ------------------ | ------------------ | ------------------ | ------------------ | ------------------ | ------------------ | ------------------ | ------------------ | ------------------ | ------------------ | ------------------ | ------------------ | ------------------ | ------------------ | ------------------ | ------------------ | ------------------ | ------------------ | ------------------ | ------------------ | ------------------ |
| 1896–1948 | nicht teilgenommen | nicht teilgenommen | nicht teilgenommen | nicht teilgenommen           | nicht teilgenommen | nicht teilgenommen | nicht teilgenommen | nicht teilgenommen | nicht teilgenommen | nicht teilgenommen | nicht teilgenommen | nicht teilgenommen | nicht teilgenommen | nicht teilgenommen | nicht teilgenommen | nicht teilgenommen | nicht teilgenommen | nicht teilgenommen | nicht teilgenommen | nicht teilgenommen | nicht teilgenommen | nicht teilgenommen | nicht teilgenommen | nicht teilgenommen | nicht teilgenommen | nicht teilgenommen | nicht teilgenommen | nicht teilgenommen | nicht teilgenommen |
| 1952      | 4                  | 2                  | 2                  |                              | 4                  |                    |                    |                    |                    |                    |                    |                    |                    |                    |                    |                    |                    |                    |                    |                    |                    |                    |                    |                    |                    |                    |                    |                    |                    |
| 1956      | 2                  | 2                  | 0                  |                              | 2                  |                    |                    |                    |                    |                    |                    |                    |                    |                    |                    |                    |                    |                    |                    |                    |                    |                    |                    |                    |                    |                    |                    |                    |                    |
| 1960      | 4                  | 4                  | 0                  |                              | 1                  | 3                  |                    |                    |                    |                    |                    |                    |                    |                    |                    |                    |                    |                    |                    |                    |                    |                    |                    |                    |                    |                    |                    |                    |                    |
| 1964      | 39                 | 38                 | 1                  |                              | 3                  | 5                  | 4                  | 2                  | 4                  | 4                  | 17                 |                    |                    |                    |                    |                    |                    |                    |                    |                    |                    |                    |                    |                    |                    |                    |                    |                    |                    |
| 1968      | 11                 | 11                 | 0                  |                              | 3                  | 3                  |                    |                    |                    | 5                  |                    |                    |                    |                    |                    |                    |                    |                    |                    |                    |                    |                    |                    |                    |                    |                    |                    |                    |                    |
| 1972      | 10                 | 10                 | 0                  | Peter Rull                   | 2                  | 1                  |                    |                    |                    | 4                  |                    | 2                  | 1                  |                    |                    |                    |                    |                    |                    |                    |                    |                    |                    |                    |                    |                    |                    |                    |                    |
| 1976      | 25                 | 23                 | 2                  |                              | 4                  | 6                  |                    |                    | 4                  |                    |                    | 4                  | 1                  | 6                  |                    |                    |                    |                    |                    |                    |                    |                    |                    |                    |                    |                    |                    |                    |                    |
| 1980      | nicht teilgenommen | nicht teilgenommen | nicht teilgenommen | nicht teilgenommen           | nicht teilgenommen | nicht teilgenommen | nicht teilgenommen | nicht teilgenommen | nicht teilgenommen | nicht teilgenommen | nicht teilgenommen | nicht teilgenommen | nicht teilgenommen | nicht teilgenommen | nicht teilgenommen | nicht teilgenommen | nicht teilgenommen | nicht teilgenommen | nicht teilgenommen | nicht teilgenommen | nicht teilgenommen | nicht teilgenommen | nicht teilgenommen | nicht teilgenommen | nicht teilgenommen | nicht teilgenommen | nicht teilgenommen | nicht teilgenommen | nicht teilgenommen |
| 1984      | 47                 | 36                 | 11                 | Solomon Lee                  | 8                  | 7                  | 3                  |                    | 4                  | 1                  |                    | 5                  | 4                  | 7                  | 6                  | 2                  |                    |                    |                    |                    |                    |                    |                    |                    |                    |                    |                    |                    |                    |
| 1988      | 48                 | 38                 | 10                 | Liu Fuk Man                  | 10                 | 1                  | 3                  |                    | 5                  | 4                  |                    | 7                  | 5                  | 2                  | 3                  | 2                  | 6                  |                    |                    |                    |                    |                    |                    |                    |                    |                    |                    |                    |                    |
| 1992      | 38                 | 28                 | 10                 |                              | 8                  | 1                  | 3                  |                    |                    | 4                  |                    | 3                  | 4                  | 2                  | 1                  |                    | 4                  | 5                  | 3                  |                    |                    |                    |                    |                    |                    |                    |                    |                    |                    |
| 1996      | 23                 | 14                 | 9                  | Chan Sau Ying                | 3                  | 1                  | 1                  |                    | 1                  | 7                  |                    |                    | 1                  |                    |                    | 1                  | 4                  | 3                  | 1                  |                    |                    |                    |                    |                    | 1                  |                    |                    | 1                  | 49                 |
| 2000      | 31                 | 19                 | 12                 | Fanella Ng                   | 9                  | 1                  | 5                  |                    | 2                  | 2                  |                    |                    |                    |                    |                    | 1                  | 5                  | 4                  | 3                  |                    |                    |                    |                    |                    |                    |                    |                    |                    |                    |
| 2004      | 32                 | 14                 | 18                 | Sherry Tsai                  | 7                  | 1                  | 1                  |                    | 1                  | 2                  |                    | 3                  |                    |                    |                    |                    | 8                  | 5                  | 3                  | 1                  |                    |                    |                    |                    |                    | 1                  |                    | 1                  | 63                 |
| 2008      | 34                 | 17                 | 17                 | Wong Kam Po                  | 4                  | 1                  | 2                  |                    | 4                  | 2                  |                    | 3                  |                    |                    |                    |                    | 6                  | 3                  | 4                  | 2                  | 3                  |                    |                    |                    |                    |                    |                    |                    |                    |
| 2012      | 41                 | 21                 | 20                 | Lee Wai-sze                  | 4                  | 1                  | 5                  |                    | 5                  | 2                  |                    | 6                  | 1                  |                    | 1                  |                    | 6                  | 4                  | 3                  |                    |                    | 2                  | 1                  |                    |                    |                    | 1                  | 1                  | 79                 |
| 2016      | 37                 | 15                 | 22                 | Stephanie Au                 | 7                  |                    | 2                  |                    | 5                  | 2                  |                    | 3                  |                    |                    |                    |                    | 6                  | 7                  | 4                  |                    |                    |                    |                    | 1                  |                    |                    |                    |                    |                    |
| 2020      | 46                 | 18                 | 28                 | Cheung Ka Long Tse Ying Suet |                    |                    |                    |                    |                    |                    |                    |                    |                    |                    |                    |                    |                    |                    |                    |                    |                    |                    |                    |                    | 1                  | 2                  | 3                  | 6                  | 49                 |
| Gesamt    | Gesamt             | Gesamt             | Gesamt             | Gesamt                       | Gesamt             | Gesamt             | Gesamt             | Gesamt             | Gesamt             | Gesamt             | Gesamt             | Gesamt             | Gesamt             | Gesamt             | Gesamt             | Gesamt             | Gesamt             | Gesamt             | Gesamt             | Gesamt             | Gesamt             | Gesamt             | Gesamt             | Gesamt             | 2                  | 3                  | 4                  | 9                  | 89                 |

### Winterspiele
| Jahr      | Athleten           | Athleten           | Athleten           | Flaggenträger      | Sportarten         | Sportarten         | Medaillen          | Medaillen          | Medaillen          | Rang               |
| Jahr      | Gesamt             | Männer             | Frauen             | Flaggenträger      | Short Track        | Ski Alpin          |                    |                    |                    | Rang               |
| --------- | ------------------ | ------------------ | ------------------ | ------------------ | ------------------ | ------------------ | ------------------ | ------------------ | ------------------ | ------------------ |
| 1924–1998 | nicht teilgenommen | nicht teilgenommen | nicht teilgenommen | nicht teilgenommen | nicht teilgenommen | nicht teilgenommen | nicht teilgenommen | nicht teilgenommen | nicht teilgenommen | nicht teilgenommen |
| 2002      | 2                  | 0                  | 2                  | Cordia Tsoi        | 2                  |                    |                    |                    |                    |                    |
| 2006      | 1                  | 0                  | 1                  | Han Yueshang       | 1                  |                    |                    |                    |                    |                    |
| 2010      | 1                  | 0                  | 1                  | Han Yueshang       | 1                  |                    |                    |                    |                    |                    |
| 2014      | 1                  | 1                  | 0                  | Pan-To Barton Lui  | 1                  |                    |                    |                    |                    |                    |
| 2018      | 1                  | 0                  | 1                  | Arabella Ng        |                    | 1                  |                    |                    |                    |                    |
| 2022      | 3                  | 2                  | 1                  | Sidney Chu         | 1                  | 2                  |                    |                    |                    |                    |
| Gesamt    | Gesamt             | Gesamt             | Gesamt             | Gesamt             | Gesamt             | Gesamt             | 0                  | 0                  | 0                  | –                  |

## Medaillengewinner

### Goldmedaillen
| Name           | Spiele       | Sportart | Disziplin   |
| -------------- | ------------ | -------- | ----------- |
| Lee Lai Shan   | 1996 Atlanta | Segeln   | Windsurfing |
| Cheung Ka Long | 2020 Tokio   | Fechten  | Florett     |

### Silbermedaillen
| Name                       | Spiele     | Sportart    | Disziplin      |
| -------------------------- | ---------- | ----------- | -------------- |
| Ko Lai Chak Li Ching       | 2004 Athen | Tischtennis | Herrendoppel   |
| Siobhán Bernadette Haughey | 2020 Tokio | Schwimmen   | 100 m Freistil |
| Siobhán Bernadette Haughey | 2020 Tokio | Schwimmen   | 200 m Freistil |

### Bronzemedaillen
| Name                                        | Spiele      | Sportart    | Disziplin        |
| ------------------------------------------- | ----------- | ----------- | ---------------- |
| Lee Wai-sze                                 | 2012 London | Radsport    | Keirin           |
| Doo Hoi Kem Lee Ho Ching Minnie Soo Wai Yam | 2020 Tokio  | Tischtennis | Frauenmannschaft |
| Grace Lau Mo Sheung                         | 2020 Tokio  | Karate      | Kata             |
| Lee Wai-sze                                 | 2020 Tokio  | Radsport    | Sprint           |

## Medaillen nach Sportart
| Sportart    | Gold | Silber | Bronze | Gesamt |
| Fechten     | 1    | 0      | 0      | 1      |
| Karate      | 0    | 0      | 1      | 1      |
| Radsport    | 0    | 0      | 2      | 2      |
| Schwimmen   | 0    | 2      | 0      | 2      |
| Segeln      | 1    | 0      | 0      | 1      |
| Tischtennis | 0    | 1      | 1      | 2      |
| Gesamt      | 2    | 3      | 4      | 9      |